# Haus der Werbung
Haus der Werbung lub Dorland-Haus – wieżowiec w berlińskiej dzielnicy Schöneberg wybudowany u zbiegu ulic Kleiststraße oraz An der Urania.
Budynek z przeznaczeniem na siedzibę agencji reklamowej Dorland zaprojektował Rolf Gutbrod, dlatego jest też nazywany Dorland-Haus. Obiekt wpisany jest na listę zabytków architektonicznych Berlina.